# Cyanicula sericea
Cyanicula sericea là một loài thực vật có hoa trong họ Lan. Loài này được (Lindl.) Hopper & A.P.Br. mô tả khoa học đầu tiên năm 2000.